# Farewell to Orpheus
A Farewell to Orpheus Frederic Littman 1968 és 1973 között készült bronzszobra és szökőkútja az Amerikai Egyesült Államok Oregon államának Portland városában, a Portlandi Állami Egyetem campusán. Az Eurüdikét ábrázoló alkotást a South Park Blocks rendezési tervének részeként állították fel 1972–1973-ban. A szökőkutat három másikkal együtt az egyetem működteti.
A szobor körül mindig volt víz, de a 227 gallon (859 liter) vizet forgató szökőkutat csak az 1990-es években alakították ki. 2009-ben a tulajdonosok, az egyetem és a városi vízszolgáltató egy évtizede üzemen kívüli struktúrát három egyetemi dolgozó felújíttatta: új vízcsapokat és világítást telepítettek, valamint cserélték a vezetékeket és a vízfenék szigetelését. A hatezer dolláros projektet részben a South Park Blocks bérleti díjaiból finanszírozták.
A műtárgyat érintik a városban szervezett nyilvános bejárások.

## Fordítás
- Ez a szócikk részben vagy egészben  a   Farewell to Orpheus című angol Wikipédia-szócikk ezen változatának fordításán alapul.  Az eredeti cikk szerkesztőit annak laptörténete sorolja fel. Ez a jelzés csupán a megfogalmazás eredetét és a szerzői jogokat jelzi, nem szolgál a cikkben szereplő információk forrásmegjelöléseként.